# Battaglia di Baghavard
La battaglia di Baghavard nota anche come battaglia di Yeghvard o battaglia di Morad Tapeh, fu l'ultimo scontro della guerra ottomano-persiana (1730-1735) dove il grosso dell'esercito ottomano nel Caucaso al comando di Koprulu Pasha venne distrutto dalla sola avanguardia dell'esercito persiano del generale Nadir. La completa distruzione delle forze di Koprulu Pasha portò alla resa di un gran numero di fortezze ottomane nell'area dopo la sconfitta a Yeghevard. Una delle vittorie più impressionanti di Nadir, nello scontro i persiani decimarono gli ottomani uccidendo una forza di quattro o cinque volte superiore alla loro, fatto che aiutò Nadir a ristabilire la sua reputazione di comandante invincibile come ai tempi di Karnal, Mihmandoost o Kirkuk.

## Antefatto
Il teatro di guerra del Caucaso, assieme a quello mesopotamico fu uno di quelli chiave, dove gli imperi ottomano e persiani si combatterono per l'egemonia già prima dell'epoca moderna. Il collasso dello stato safavide dagli anni '20 del Settecento a causa dell'invasione degli afghani Hotak diede agli ottomani l'opportunità di riprendersi non solo i territori caucasici sotto la sovranità persiana, ma anche di estendere i loro confini nello stesso Iran. Dopo la campagna militare di Nadir nella Persia occidentale e nell'Iraq ottomano sulla frontiera ovest dell'impero, la Persia poteva nuovamente dirsi sicura. Ad ogni modo, a nord, gli ottomani ottennero nuovi rifornimenti da Istanbul con a capo Koprulu Pasha per assicurarsi che il Caucaso rimanesse sotto il governo turco.
Il 3 novembre 1734 Nadir giunse ai cancelli di Gəncə dopo aver soggiogato lo Şirvan conquistandone la capitale, Şamaxı, nell'agosto di quello stesso anno. Le fortificazioni di Gəncə impressionarono a tal punto Nadir che egli decise di protrarre l'assedio della città. Lasciando una porzione delle sue forze a Gəncə, si portò col resto degli uomini in Georgia ed in Armenia ad ovest, assediando rispettivamente Tbilisi e Erevan. Abdullah Koprulu Pasha uscì da Kars con un'armata di 50 000 cavalieri, 30 000 fanti e 40 cannoni col proposito di costringere le forze di Nadir a lasciare l'assedio e mantenere il controllo ottomano sulla regione. Le forze totali in mano agli ottomani secondo alcune fonti erano pari a 120 000 uomini.
Quando giunse la notizia che Koprulu Pasha stava attraversando il fiume Akhurian, il cronista armeno Abramo di Creta riportò la reazione di Nadir: "Grazie a Dio, ho saputo aspettare fino a questo momento" e immediatamente preparò la sua avanguardia di 15 000-18 000 uomini. In quella notte Nadir si accampò su un'altura sopra la piana vicino alla foresta.

## La battaglia
Venuto a conoscenza della vicinanza di Nader e dell'esiguità del numero delle sue truppe, Koprulu Pasha accelerò il passò. Nadir, invece di ritirarsi verso il grosso del suo esercito iniziò a preparare i suoi uomini per l'avanzata. La battaglia iniziò alle 14:00 con Nadir che, avendo spiegato le proprie truppe presso la foresta vicina, lasciò che 3000 dei suoi si impegnassero nella valle in una schermaglia per attirare l'attenzione ottomana verso il punto voluto.
I turchi che ancora stavano sistemando il loro importante numero di cannoni sul crinale di una piccola collina vennero presi completamente di sorpresa dalle guardie di Nadir che, con una manovra aggressiva portata avanti da 3000 moschettieri (jazayerchi) raggiunsero l'altura. Gli ottomani vennero scacciati dal punto e la preziosa artiglieria venne catturata dai persiani già in fase di apertura del conflitto.
Nadir a questo punto inviò altri uomini a neutralizzare l'altra posizione d'artiglieria ottomana sul fianco sinistro, dopo la quale avanzò verso il centro. L'artiglieria di Nadir venne aumentata dalla presenza di 500 zamburak (cannoni rotanti montati a bordo di cammelli che fornivano grande manovrabilità e agilità d'impiego). Sebbene gli zamburak fossero estremamente vulnerabili al fuoco dei cannoni, tutti i cannoni ottomani erano ormai stati messi a tacere e pertanto gli zamburak giocarono un ruolo fondamentale nella battaglia. 

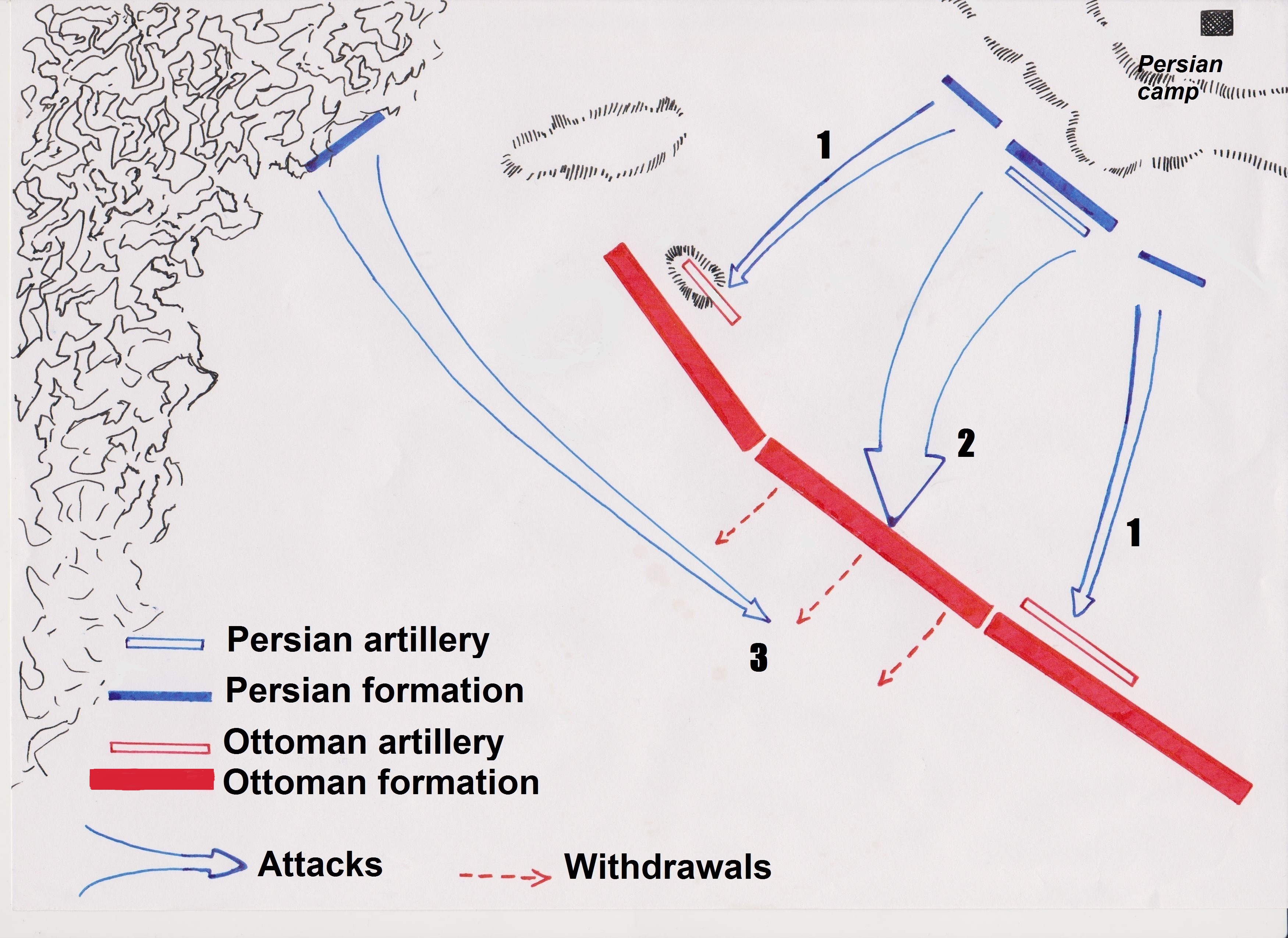
Mappa delle mosse della battaglia di Yeghevard
1. Dopo che la schermaglia centrale ha attirato l'attenzione degli ottomani, Nadir ordina degli attacchi aggressivi volti a neutralizzare l'artiglieria ottomana
2. Il centro dell'armata persiana avanza contro la controparte ottomana che è devastata dal fuoco dei cannoni persiani e degli zamburak, costringendoli ad indietreggiare
3. Nadir a questo punto dà il segnale al suo contingente di truppe imboscate nella vicina foresta di fiancheggiare gli ottomani battendoli

Ora l'artiglieria persiana iniziò a supportare l'avanzata del centro verso la linea ottomana oltre a circa 50 zamburak che devastarono i nemici col loro fuoco. In tutto, i cannoni persiani spararono 300 palle esplosive sul nemico.
Al punto cruciale dello scontro, col centro ottomano ormai in crisi, Nadir riprese il suo contingente di truppe nascosto nella foresta e diede il colpo decisivo agli ottomani, tagliando loro la strada sulla ritirata. Nadir si pose personalmente alla guida di 1000 cavalieri.
Koprulu Pasha venne preso durante la ritirata da un soldato persiano di nome Rostam che lo gettò a terra dal suo cavallo, facendogli sbattere la testa e perdere conoscenza, prima di decapitarlo e riportare questo trofeo a Nadir al campo. Molti altri generali ottomani vennero uccisi in modo simile e le loro truppe vennero inseguite e macellate nei pressi del fiume Akhurian. Il massacro dei soldati ottomani fu tale che Nadir scrisse in seguito (con alcune esagerazioni) "abbiamo fatto un macello di tutti i giannizzeri; non un singolo uomo poté avere salva la sua vita" e "un numero impressionante di cavalieri ottomani ci investì... quasi tutti vennero uccisi con la grazia di Dio".
La sconfitta di Yeghevard fu così pesante che poco più di 8000 soldati raggiunsero Kars degli originari 80 000 partiti con gli ottomani, mentre le perdite persiani furono nel numero di un centinaio di uomini caduti.
Nadir stesso, scrivendo al principe di Gulytsin, disse "in tutte le mie guerre non sono mai stato così fortunato" e fu così felice che per l'occasione fece realizzare un monumento sul sito dove si era accampato la notte prima della battaglia. Il successo della battaglia ebbe un effetto immediato nel Caucaso con Gəncə e Tbilisi che si arresero.

## Conseguenze

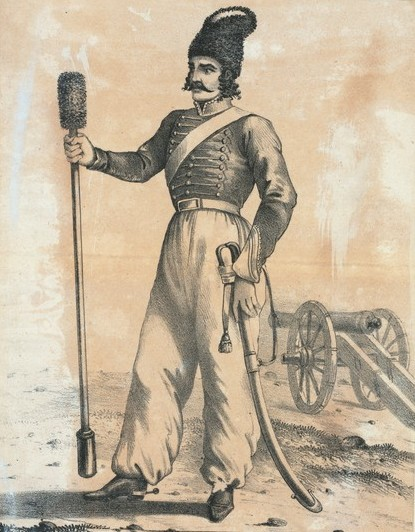
Illustrazione del XIX secolo rappresentante un artigliere persiano

### Conseguenze in Europa
Dopo la disastrosa sconfitta degli ottomani per mano di Nadir e cogliendo come pretesto il fatto che un esercito tartaro aveva violato la sovranità della Russia marciando lungo la costa del Mar Nero per unirsi alle armate di Koprulu Pasha contro quelle di Nadir, la Russia entrò ben presto in guerra con l'Impero ottomano, catturando Azov. L'Austria scelse il medesimo momento per attaccare simultaneamente Istanbul dai propri domini anche se non ebbe la medesima fortuna degli alleati russi, subendo una pesante sconfitta a Grocka.

### La marcia di Nadir a nord
Dopo questa campagna, Nadir nominò dei nuovi governatori per le nuove città conquistate e si dedicò al Degestan che aveva supportato i turchi. I tartari che avevano attraversato la Crimea, ricevendo la notizia dello scioglimento dell'esercito di Koprulu Pasha, rironarono indietro lungo la costa del Mar Nero. I Lezigiani del Daghestan diedero prova di essere duri da sottomettere e vennero sconfitti solo nel giugno del 1736 siglando una pace con Nadir. Avendo pacificato in larga parte il Caucaso, Nadir si dedicò quindi alla detronizzazione dello scià per prendere il potere personalmente e fondare una nuova dinastia al governo.